# Théo Hernández
Théo Bernard François Hernandez (Marsella, França, 6 d'octubre de 1997) és un futbolista francès que juga com a lateral esquerre a l'Al Hilal. Conegut per la seva velocitat, dribbling i capacitat de gol, és considerat un dels millors laterals del món. És fill de Jean-François Hernández i germà de Lucas Hernández, tots dos futbolistes.

## Carrera de club

### Atlètic de Madrid
Nascut a Marsella, Hernández es va traslladar a Espanya als dos anys. Després es va incorporar a les acadèmies de l'Atlètic de Madrid el 2007, amb nou anys. Després de progressar per les categories juvenils, va ascendir a el filial de Tercera Divisió l'estiu del 2015.
El 3 de febrer de 2016, Hernández va renovar el seu contracte. Dos dies més tard, va ser convocat amb el primer equip per a un partit de Lliga contra l'Eibar a causa d'unes lesions, però va romandre a la banqueta de suplents en una victòria a casa per 3-1.

### Alavés
El 4 d'agost de 2016, Hernández va ampliar el seu contracte fins al 2021, i va ser cedit immediatament al Deportivo Alavés durant un any. Va debutar com a professional a finals de mes, com a titular en un empat a 0 a casa contra l'Sporting de Gijón.
El 16 d'octubre de 2016, Hernández va rebre una targeta vermella directa en un empat a 1 a casa contra el Màlaga després d'una forta entrada a Ignacio Camacho. Va marcar el seu primer gol com a professional el 7 de maig següent, aconseguint l'únic gol del partit en una victòria a casa contra l'Athletic de Bilbao. Titular habitual durant la temporada de l'equip basc a la Copa del Rei, Hernández els va ajudar a arribar a la final per primera vegada en els seus 91 anys d'història. Durant el partit decisiu del 27 de maig de 2017, va marcar l'empat mitjançant un tir lliure directe en una derrota final per 1-3 contra el Barça.

### Reial Madrid

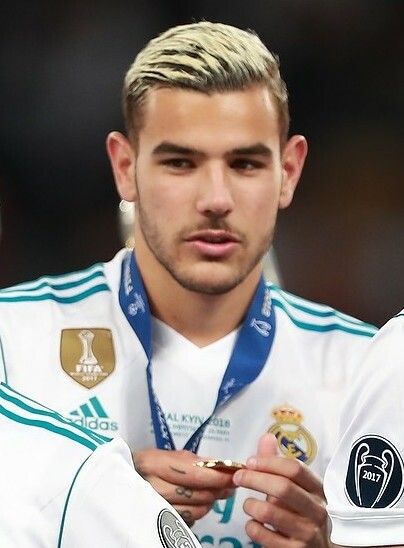
Hernández celebrant després de guanyar la Lliga de Campions de la UEFA 2017-18 amb el Reial Madrid

El 5 de juliol de 2017, Hernández va signar un contracte de sis anys amb el Reial Madrid després que complís la seva clàusula de rescissió de 24 milions d'euros. Va debutar en competició el 16 d'agost, substituint Marco Asensio en una victòria per 2-0 a casa contra el Barça a la Supercopa d'Espanya d'aquell any.
Hernández va fer tres aparicions durant l'edició 2017-18 de la Lliga de Campions de la UEFA, ajudant el club a guanyar el seu tercer títol consecutiu i el 13è títol de la competició. El 10 d'agost de 2018 va ser cedit a la Real Societat.

### AC Milan
El 7 de juliol de 2019, Hernández va fitxar pel club de la Serie A AC Milan en un acord per un valor màxim de 20 milions d'euros. El trasllat va ser aprovat i dut a terme per Paolo Maldini, que es va reunir amb ell informalment a Eivissa per persuadir-lo perquè s'hi unís. Hernández va debutar el 21 de setembre, jugant 18 minuts en una derrota per 2-0 contra l'Inter de Milà al Derbi della Madonnina. Va marcar el seu primer gol amb els rossoneri el 5 d'octubre, ajudant els visitants a remuntar i guanyar per 2-1 a Genoa. Durant la seva primera temporada amb el Milan va aconseguir marcar 7 gols en totes les competicions i va fer 3 assistències.

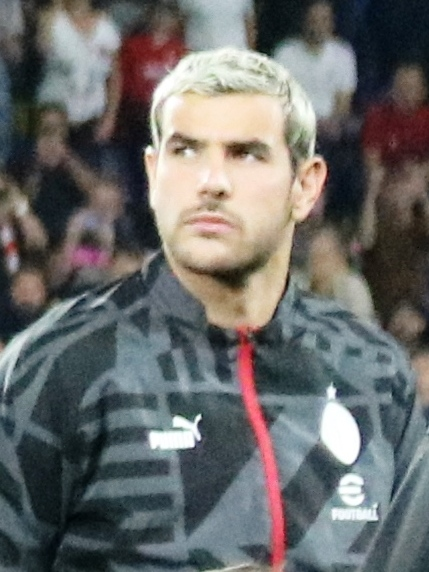
Hernández amb l'AC Milan el 2022

El 23 de desembre de 2020, el gol de la victòria d'Hernández al minut 93 va donar la victòria a l'AC Milan sobre la Lazio per mantenir-los al capdavant de la Sèrie A. Durant la temporada 2020-21, Hernández va ser l'únic defensa de les cinc millors lligues europees que va marcar dos gols. També va ser el defensa amb més regates reeixits a la Serie A aquella temporada, amb 73. Durant la seva segona temporada amb l'equip, va aconseguir marcar 8 gols i fer 7 assistències en totes les competicions.
El 6 de gener de 2022, Hernández va lluir el braçalet de capità per primera vegada contra la Roma. Tres dies més tard, va marcar dos gols en una victòria per 3-0 contra el Venezia, convertint-se en el primer defensa a marcar almenys tres gols a la història de l'AC Milan a la Sèrie A. L'11 de febrer, Hernández va renovar el seu contracte amb el Milan fins al 2026. El 15 de maig de 2022 contra l'Atalanta, Hernández va córrer 95 metres abans de marcar el segon gol de la victòria per 2-0. Una setmana més tard, el Milan es va coronar amb el seu primer títol de la Sèrie A en 11 anys. Les contribucions d'Hernández van ser de 5 gols i 6 assistències, la xifra més alta per a qualsevol defensa de la Sèrie A aquella temporada.
El 25 d'octubre de 2023, Hernández es va enfrontar al seu germà gran, Lucas, per primera vegada com a rival jugant a futbol sènior competitiu en el partit fora de casa de la fase de grups de la Lliga de Campions de la UEFA contra el Paris Saint-Germain, una derrota per 3-0 per al Milan. Els dos es van enfrontar de nou dues setmanes més tard, amb el Milan guanyant per 2-1 a casa i amb una assistència de Théo al gol de la victòria marcat per Olivier Giroud. El 2 de desembre de 2023, enmig d'una crisi de lesions a la defensa central del Milan, Hernández es va oferir voluntari per jugar com a central per primera vegada a la seva carrera sènior i va ser molt elogiat per la seva actuació pels mitjans de comunicació italians en la victòria del Milan per 3-1 contra el Frosinone.
El 27 de setembre de 2024, Hernández va contribuir a la victòria per 3-0 contra el Lecce amb un gol, que es va convertir en el seu 29è a la Sèrie A. Com a resultat, va igualar el rècord golejador de Paolo Maldini amb l'AC Milan a les competicions de la Sèrie A i va ser elogiat a les xarxes socials pel club i pel mateix Maldini.
El 6 d'octubre de 2024, dia del seu 27è aniversari, Hernández va tenir un partit polèmic a Florència, que va acabar amb una derrota per 2-1 del Milan contra la Fiorentina, seguit per la seva discussió posterior al partit amb un àrbitre que va culminar amb una targeta vermella i una posterior suspensió de dos partits. Durant la primera part, Hernández va provocar un penal (xut aturat per Mike Maignan) i no va aconseguir marcar des del punt de penal, però el seu xut va ser aturat per David de Gea. En el segon, va assistir el gol de l'empat marcat per Christian Pulisic amb una centrada en espiral des de la banda esquerra i gairebé va provocar un altre penal per una entrada arriscada dins l'àrea del Milan, però l'àrbitre va decidir finalment en contra després d'una revisió de vídeo. El 14 de gener de 2025, va marcar el seu 30è gol a la Sèrie A amb el Milan en una victòria per 2-1 fora de casa contra el Como, convertint-se en el defensa més golejador del club, superant el rècord anterior de Paolo Maldini.

## Carrera internacional
El 26 d'abril de 2018, Hernández va rebre la seva primera convocatòria amb la selecció absoluta de França. Va debutar el 7 de setembre de 2021 en un partit de classificació per a la Copa del Món contra Finlàndia, amb una victòria a casa per 2-0. Va ser titular i va jugar tot el partit. L'octubre de 2021, abans de les semifinals de la Lliga de Nacions de la UEFA contra Bèlgica, Théo va rebre per primera vegada una convocatòria amb la selecció nacional de Didier Deschamps juntament amb el seu germà Lucas ; més tard, tots dos van ser alineats amb la formació 3-4-1-2 com a central esquerre i lateral esquerre, respectivament, convertint-se en la primera vegada que jugaven junts en un partit competitiu sènior. El 7 d'octubre, va marcar el gol de la victòria al final del partit en una victòria per 3-2 contra l'esmentat rival, enviant el seu equip a la final per primera vegada a la història del torneig. El 10 d'octubre de 2021 va ser titular a la final de la Lliga de Nacions de la UEFA 2021 que França va guanyar contra Espanya per 1-2.
El novembre de 2022, Hernández va ser inclòs a la selecció definitiva de França per a la Copa del Món de la FIFA 2022 a Qatar. El 14 de desembre, va marcar un gol en una victòria per 2-0 contra el Marroc a les semifinals.
El juny de 2024, va ser convocat per a la selecció per a l'Eurocopa 2024 a Alemanya. En el seu partit de quarts de final contra Portugal el 5 de juliol, va marcar el penal guanyador a la tanda de penals que va enviar el seu país a la següent ronda.

## Vida personal
El pare d'Hernandez, Jean-François, també era futbolista. Defensa central francès, també va jugar a l'Atlètic de Madrid ; el seu germà gran Lucas, que juga al Paris Saint-Germain i a la selecció francesa, també es va formar al club. El 2022, el diari francès L'Équipe va descobrir que Jean-François, que havia desaparegut el 2004, vivia a Tailàndia i que presumptament la seva exparella li havia impedit legalment veure els seus fills.
Sorteix amb la model italiana Zoe Cristofoli des del juny del 2020. El 8 d'abril de 2022 va néixer el fill de la parella.

## Palmarès
- Subcampió de la Copa del Rei: 2016–17[69]

Reial Madrid
- Supercopa d'Espanya: 2017[70][71]
- Lliga de Campions de la UEFA: 2017–18[72]
- Supercopa de la UEFA: 2017[73]
- Copa del Món de Clubs de la FIFA: 2017[74][75]

AC Milan
- Sèrie A: 2021-22[76]
- Supercoppa Italiana: 2024[77]

França
- Lliga de Nacions de la UEFA: 2020-21[78]
- Subcampió de la Copa del Món de la FIFA: 2022[79]

Individual
- Jugador de la temporada de l'AC Milan: 2019–20[80]
- Millor gol rossonero de la temporada: 2022–23[81]
- Equip de l'any de la Sèrie A : 2019–20,[82] 2020–21,[83] 2021–22,[84] 2022–23[85]
- Gol del mes de la Sèrie A : maig de 2022,[86] maig de 2023[87]
- Gol de la temporada a la Sèrie A: 2021–22
- Equip de la temporada de l'ESM: 2022–23[88]